# Daniele Gaglianone
Daniele Gaglianone (* 4. November 1966 in Ancona) ist ein italienischer Filmregisseur und Dokumentarfilmer.

## Leben
Gaglianone schloss an der Universität Turin in Filmgeschichte und -kritik ab und arbeitete seit 1991 für das „Archivio Nazionale della Resistenza“. Er trat als Dokumentarist und Kurzfilmer in Erscheinung; zwischen 1990 und 2000 entstanden etwa dreißig Werke, einige in Zusammenarbeit mit Monica Affatato und Luciano D’Onofrio. Dann drehte Gaglianone seinen ersten abendfüllenden Spielfilm, der den Partisanenkampf im Zweiten Weltkrieg beleuchtete, I nostri anni. Sein zweites Werk, Nemmeno il destino, feierte bei der Biennale 2004 seine Premiere. Nach Dokumentarfilmen – darunter der Preisgekrönte Rata nece biti –, Theaterarbeit und einem CD-Projekt erschien 2010 Pietro, sein dritter Spielfilm. Er wurde u. a. beim Filmfest München 2011 gezeigt und 2015 beim Heimatfilmfestival mit dem Würdigungspreis der Stadt Freistadt ausgezeichnet.

## Filmografie (Auswahl)
- 2000: I nostri anni
- 2004: Nemmeno il destino
- 2010: Pietro